# Conrad Zahn
Christian Gottlieb Conrad (Konrad) Zahn (* 19. März 1835 in Turowo, Kreis Samter; † 25. November 1887 in Sondershausen) war ein deutscher Rittergutspächter und Politiker.

## Leben
Conrad Zahn war ein Sohn des Gutsbesitzers Johann Christian Carl Albert Zahn (* 22. Oktober 1800, † 11. Juli 1863) und dessen Ehefrau Rosalie Leopoldine Franziska Philippine, geb. von der Osten a.d.H. Wisbu (* 1810, † 21. Januar 1896). Der Vater Christian war das 6. Kind des Pfarrers Johann Gottlieb Zahn (1762–1845) in Wasserthaleben; er wurde Gutsbesitzer in Turowo in der Provinz Posen und später Administrator in Basedow. Zu Conrads Geschwistern gehörte der Oberkonsistorialrat und Oberhofprediger Arnold Zahn (* 21. Mai 1842, † 16. Juni 1928). Conrad war evangelisch-lutherischer Konfession und heiratete am 23. Oktober 1860 in Greifswald in erster Ehe Louise Amalie Adelheid Johanne von der Osten (* 3. April 1838 in Goldap; † 29. Juli 1864 in Oberspier), die Tochter von Karl Otto von der Osten. Am 8. Januar 1867 heiratete er in zweiter Ehe in Sondershausen Marie Auguste Caroline Scheppig (* 29. Januar 1844; † 30. Mai 1909), die Tochter von Carl Scheppig. Wilhelm Kleemann war ein Großvater der Ehefrau.
Zahn war Gutspächter des Rittergutes in Oberspier. Dort war er ab 1873 auch Schiedsmann und ab 1876 Standesbeamter. 1871 erhielt er den Titel Amtmann und 1880 Oberamtmann.
Er vertrat konservative Positionen und war 1881 Unterzeichner von Wahlaufrufen für den Kandidaten der DRP im Reichstagswahlkreis Fürstentum Schwarzburg-Sondershausen, Oscar Schoenemann. Vom 8. Dezember 1879 bis zum 25. November 1887 war er Abgeordneter im Landtag des Fürstentums Schwarzburg-Sondershausen. Er wurde im Wahlkreis der Höchstbesteuerten in der Oberherrschaft gewählt.

## Nachweise
1. ↑  Todesanzeige in Der Deutsche. Sondershäuser Zeitung vom 16. Juli 1863, S. 672.
2. ↑  Todesanzeige in Der Deutsche. Zeitung für Thüringen und den Harz 1896 Nr. 18.
3. ↑  Zu Christians Geschwistern gehörte der Pädagoge Franz Ludwig Zahn (1798–1890).
4. ↑  Nachruf in Der Deutsche. Thüringer Tageblatt 1928 Nr. 141.
5. ↑  Heiratsanzeige und Kirchenamtsangabe in Der Deutsche. Sondershäuser Zeitung vom 12. Januar 1867, S. 44.
6. ↑  z. B. in Der Deutsche. Zeitung für Thüringen und den Harz 1881 Nr. 247.

| Personendaten    | Personendaten                                                    |
| ---------------- | ---------------------------------------------------------------- |
| NAME             | Zahn, Conrad                                                     |
| ALTERNATIVNAMEN  | Zahn, Christian Gottlieb Conrad; Zahn, Christian Gottlieb Konrad |
| KURZBESCHREIBUNG | deutscher Rittergutspächter und Politiker                        |
| GEBURTSDATUM     | 19. März 1835                                                    |
| GEBURTSORT       | Turowo, Kreis Samter                                             |
| STERBEDATUM      | 25. November 1887                                                |
| STERBEORT        | Sondershausen                                                    |